# Gosbert Schüßler
Gosbert Schüßler (* 12. Mai 1947 in Leidersbach; † 25. März 2014) war ein deutscher Kunsthistoriker.

## Leben
Nach dem Abitur 1966 am Benediktinergymnasium Ettal studierte er von 1966 bis 1975 an den Universitäten Heidelberg und München Kunstgeschichte, Germanistik, Philosophie und Christliche Archäologie. 1975 wurde er an der Universität Heidelberg mit der Arbeit „Studien zur Ikonographie des Antichrist“ promoviert. Von 1975 bis 1977 war er Mitarbeiter am Reallexikon zur Deutschen Kunstgeschichte am Zentralinstitut für Kunstgeschichte, 1977 bis 1979 Stipendiat am Kunsthistorischen Institut Florenz und ebendort von 1979 bis 1983 wissenschaftlicher Angestellter. Von 1983 bis 1989 war er wissenschaftlicher Mitarbeiter am Kunsthistorischen Institut der Universität Regensburg, wo er sich 1988 mit der Schrift „Sehen und Hören. Kunstgeschichtliche Studien“ habilitierte. Von 1989 bis 1995 lehrte er als außerordentlicher Universitätsprofessor am Institut für Kunstgeschichte der Universität Würzburg, von 1995 bis 1998 außerordentlicher Universitätsprofessor am Institut für Kunstgeschichte der Universität Erlangen-Nürnberg. Von 1998 bis zur Emeritierung 2010 war er Inhaber des Lehrstuhls für Kunstgeschichte und Christliche Archäologie an der Universität Passau.

## Schriften (Auswahl)
- Studien zur Ikonographie des Antichrist. Heidelberg 1975, OCLC 1078727361.
- Wallfahrts- und Pfarrkirche Maria Alm. Patrozinium Mariä Geburt (8.9.), Bezirkshauptmannschaft Zell am See, Erzbistum Salzburg. München 1977, OCLC 312283528.
- als Herausgeber mit Karl Möseneder: „Bedeutung in den Bildern“. Festschrift für Jörg Traeger zum 60. Geburtstag. Regensburg 2002, ISBN 3-7954-1492-X.
- als Herausgeber mit David Hiley: Echo. Studien zur Kunstgeschichte und Musikwissenschaft zum Gedenken an Helmut Schwämmlein. Regensburg 2006, ISBN 3-7954-1806-2.